# Те-Пайнері (Колорадо)
Те-Пайнері (англ. The Pinery) — переписна місцевість (CDP) в США, в окрузі Дуглас штату Колорадо. Населення — 11 311 особа (2020).

## Географія
Те-Пайнері розташований за координатами 39°26′54″ пн. ш. 104°44′58″ зх. д. / 39.44833° пн. ш. 104.74944° зх. д. (39.448389, -104.749486).  За даними Бюро перепису населення США в 2010 році переписна місцевість мала площу 26,93 км², з яких 26,83 км² — суходіл та 0,10 км² — водойми.

## Демографія
Згідно з переписом 2010 року, у переписній місцевості мешкало 10 517 осіб у 3564 домогосподарствах у складі 3140 родин. Густота населення становила 391 особа/км².  Було 3720 помешкань (138/км²).
Расовий склад населення:
| - 92,8 % — білих - 1,8 % — азіатів - 1,4 % — чорних або афроамериканців - 0,3 % — корінних американців - 1,3 % — осіб інших рас |

До двох чи більше рас належало 2,4 %. Частка іспаномовних становила 5,2 % від усіх жителів.
За віковим діапазоном населення розподілялося таким чином: 29,3 % — особи молодші 18 років, 62,4 % — особи у віці 18—64 років, 8,3 % — особи у віці 65 років та старші. Медіана віку мешканця становила 41,3 року. На 100 осіб жіночої статі у переписній місцевості припадало 98,9 чоловіків;  на 100 жінок у віці від 18 років та старших — 96,8 чоловіків також старших 18 років.
Середній дохід на одне домашнє господарство  становив 144 032 долари США (медіана — 129 265), а середній дохід на одну сім'ю — 146 220 доларів (медіана — 122 023). Медіана доходів становила 98 060 доларів для чоловіків та 51 283 долари для жінок. За межею бідності перебувало 1,8 % осіб, у тому числі 2,3 % дітей у віці до 18 років та 3,8 % осіб у віці 65 років та старших.
Цивільне працевлаштоване населення становило 6293 особи. Основні галузі зайнятості: освіта, охорона здоров'я та соціальна допомога — 17,9 %, науковці, спеціалісти, менеджери — 16,8 %, роздрібна торгівля — 12,2 %, фінанси, страхування та нерухомість — 10,4 %.